# Csernyánszki Norbert
Csernyánszki Norbert (Veszprém, 1976. február 1. –) magyar labdarúgó, kapus.

## Pályafutása
1987-ben egy kiválasztón jelentkezett a Veszprém LC csapatánál, és mivel megfelelt itt is kezdte profi pályafutását. Végigjárta a korosztályos csapatokat, majd 1993-ban került fel a nagycsapathoz, ami épp akkor esett ki az NB I-ből. 17 évesen mutatkozott be az NB II-be, ahol Végh Zoltánnal és Berta Ernővel harcolt az elsőszámú kapus posztjáért. Eltöltött egy-egy évet az akkor NB II-es Balatonfüredi FC és az akkor NB I/B-és Gázszer FC-nél. Utóbbinál Kövesfalvi István volt a poszttársa. Miután a Gázszer FC megszűnt, Csernyánszky az NB II-es BFC Siófok csapatához igazolt. Két éven át itt szerepelt a gárda, majd Csank János irányításával visszajutottak az NB I-be, míg Csertői Aurél irányításával a 2003-04-es szezonban őszi bajnokok voltak a balatonpartiak. A következő szezonban már a DVSC játékosa volt. Itt vált az ország és az NB I egyik legjobb kapusává. Kiszorította a debreceni közönségkedvenc Sandro Tomićot, így tevékeny részese volt a vasutascsapat első bajnoki címének. Pályára lépett a UEFA-bajnokok ligája-selejtezőjében a Manchester United ellen is. Négy évet töltött a hajdúságiaknál, ezalatt három bajnoki címet, kupagyőzelmet, és három szuperkupa győzelmet szerzett a csapattal. 2009-ben a Pakshoz igazolt, miután Vukašin Poleksić kiszorította a kapuból. Itt több mint 100 élvonalbeli bajnokin védte a tolnaiak kapuját. A 2010-11-es szezonban ligakupát nyertek, és a második helyen végeztek a bajnokságban, ami a csapat történetének legjobb szereplése volt, és a nemzetközi porondra is kiléphettek. Idővel a Győri ETO-tól érkező Molnár Péter kiszorította a kapuból, majd a klub kapusedzőjeként kezdett tevékenykedni. Egervári Sándor többször meghívta a válogatott keretébe, de bemutatkoznia nem sikerült.

## Sikerei, díjai
DVSC
- Magyar bajnokság
  - bajnok: 2004–05, 2005–06, 2006–07, 2008–09
  - 2.: 2007–08
- Magyar kupa
  - győztes: 2007–08
  - döntős: 2006-07
- Magyar szuperkupa
  - győztes: 2005, 2006, 2007

Paksi FC
- Magyar bajnokság
  - 2.: 2010–11
- Ligakupa
  - győztes: 2011
  - döntős: 2010